# Khaled Hibri
Pour les articles homonymes, voir Hibri.
Khaled Hibri est un homme d'État libanais.
Quelques jours avant la fin du mandat du Président Camille Chamoun en septembre 1958, il fut chargé de former un gouvernement. Sans succès, il renonça à cette tâche quatre jours plus tard.
Il est le fils de Toufik El Hibri, l'un des principaux fondateurs du mouvement scout au Liban.